# Carl Niermann
Carl Niermann (* 1832 in Höxter; † 10. Januar 1896 in Berlin-Friedenau) war ein deutscher Architekt und preußischer Baubeamter.
Carl Niermann, der Sohn des Architekten Konrad Niermann, studierte nach dem Abitur ab 1851 an der Berliner Bauakademie. 1854 bestand er das zweite Staatsexamen („Baumeisterexamen“). Ab 1865 war er als königlicher Baumeister in Berlin ansässig. 1867 wurde er zum Bauinspektor und 1875 zum Baurat befördert. Seine Bauten in Berlin sind die 1868 errichtete Matthiaskirche (ab 1921 Matthiaskapelle, ab 1928 St. Ludgerus, heute St. Jacob) in der Schöneberger Vorstadt, Potsdamer Straße 37 (heute 94), und der 1869 erfolgte Umbau einer alten Kesselschmiede zur Dominikanerkirche St. Paulus in Moabit, Turmstraße 42 (1891 für den Kirchen-Neubau Oldenburger Straße 46 abgerissen).
Außerhalb Berlins gestaltete er die Dorfkirche in Berkholz bei Schwedt.

## Einzelnachweis
1. ↑  Niermann, C. Königl. Baumeister. In: Allgemeiner Wohnungs-Anzeiger nebst Adreß- und Geschäftshandbuch für Berlin, 1865, Teil 1, S. 401.

| Personendaten    | Personendaten                                  |
| ---------------- | ---------------------------------------------- |
| NAME             | Niermann, Carl                                 |
| KURZBESCHREIBUNG | deutscher Architekt und preußischer Baubeamter |
| GEBURTSDATUM     | 1832                                           |
| GEBURTSORT       | Höxter                                         |
| STERBEDATUM      | 10. Januar 1896                                |
| STERBEORT        | Berlin-Friedenau                               |